# 平川敏夫
平川 敏夫（ひらかわ としお、1924年10月16日 - 2006年5月14日）は、日本の日本画家。創画会会員。新制作協会展を中心に活躍し、代表作に「白樹」｢樹濤」などがある。1980年「樹木をテーマにした日本画新様式の確立」に対して中日文化賞受賞。

## 来歴
宝飯郡小坂井町（現在の豊川市）出身。京都の稲石着尺図案塾で日本画の基礎的な技術を学ぶが、開戦のためまもなく帰郷。1947年、新日本画研究会に参加し、中村正義とともに本格的に日本画の制作を始める。1950年には正義の薦めで第3回創造美術展に出品し、以後、創造美術が新制作派協会と合併して新制作協会日本画部となった後も同展に出品を続ける。1974年創画会結成に参加。1980年中日文化賞、1983年愛知県教育委員会文化功労賞、1985年東海テレビ文化賞をそれぞれ受賞。
1990年、豊橋市美術博物館において初の回顧展｢平川敏夫展｣を開催。1997年には岐阜県美術館で｢華麗なる変遷－平川敏夫展｣が開催。2004年、豊川市桜ヶ丘ミュージアムで「幽艶なる樹々の鼓動－平川敏夫展」を開催。
2006年5月14日に肺炎のため死去。享年81。

## 作風
初期の作風は素朴派を思わせる幻想的な表現で、主に漁村や夜の庭園、水辺の景色などを描いた。やがて画面の色調は褐色系となり、陰影を強調した線でフォルムを切り抜くという新たな表現様式となった。
1960年に「白樹」を出品して以降、各地の原生林を訪ね歩き、樹木を題材にした生命の脈動と神秘を描くようになる。当初は冬枯れの樹枝が波打つ様を描いていたが、やがて燃えさかる炎のように、樹の枝を朱色で描いた作品を手がけるようになる。
1970年代から1980年代にかけては、樹木のなかに古寺の塔を配した連作を発表し、「塔は樹の魂」として画面のなかで象徴的な位置を占めるようになった。
1980年代以降は、墨の濃淡を主体とした画境に到達する。従来の水墨画と一線を画すのは、マスキングによる「白抜き」の画法によるもので、深閑とした雪庭を描く《雪后閑庭》、紅葉の葉が幾層にも重なり合い、無彩であるにもかかわらず装飾美にあふれる《那谷寺仙境》などを残した。

## 受賞
- 新制作協会日本画部新作家賞（1954年、1958年、1962年）[1]
- 中日文化賞（1980年）[1]
- 愛知県教育委員会文化功労賞（1983年）[1]
- 東海テレビ文化賞（1985年）[1]
- 豊橋文化賞（1987年）